# 라파엘 (1999년)
라파엘(1999년 ~)은 대한민국의 래퍼다. 2021년 싱글 'MAMBA 8'으로 정식 데뷔했다.

## 방송
- 고등래퍼 2 (2018) - Top32
- 배워서 남줄랩 2 (2018)
- 쇼미더머니 8 (2019) - Top54
- 쇼미더머니 10 (2021) - Top33

## 음반
- MUDDY (2020)
- MAMBA 8 (2021)